# Ivan Šimko
Ivan Šimko, né le 1er janvier 1955 à Bratislava, est un homme politique slovaque.
Du 16 octobre 2002 au 24 septembre 2003, il a exercé les fonctions de ministre de la Défense (en slovaque : minister obrany), dans le deuxième gouvernement de Mikuláš Dzurinda. Contraint à la démission, il a été brièvement remplacé, à titre intérimaire, par le ministre des Affaires étrangères, Eduard Kukan puis, à titre permanent, le 10 octobre suivant, par Juraj Liška.